# Sivas (district)
Sivas is een Turks district in de provincie Sivas en telt 335.002 inwoners (2007). Het district heeft een oppervlakte van 2768,2 km². Hoofdplaats is Sivas waar het grootste deel van de inwoners woont.
De bevolkingsontwikkeling van het district is weergegeven in onderstaande tabel.
| 1997    | 2000    | 2007    |
| ------- | ------- | ------- |
| 272.846 | 299.935 | 335.002 |